# Mine de Kayelekera
La mine de Kayelekera est une ancienne mine d'uranium située au Malawi à environ 50 km à l'ouest de la ville de Karonga au nord du lac Malawi.

## Généralités
| Année | Tonnes de minerai extrait | Tonnes d'uranium (U3O8) |
| ----- | ------------------------- | ----------------------- |
| 2009  | Démarrage                 | -                       |
| 2010  | 948536                    | 437                     |
| 2011  | 946410                    | 996                     |
| 2012  | 1993651                   | 1124                    |
| 2013  | 1072225                   | 1344                    |
| 2014  | k. A.                     | 1066                    |
| Total | 4960822                   | 4967                    |

Début février 2014, la mine de Kayelekera au Malawi est arrêtée par l'exploitant Paladin Energy en raison de la baisse du cours de l'uranium à la suite de la catastrophe de Fukushima en 2011. La mine produisait 2% de l'extraction mondiale de l'uranium.
Le 5 janvier 2015, à la suite d'un orage, une rupture dans le bassin de retenue d’eau de la mine arrêtée entraine l’écoulement de 500 m3 de matières dangereuses et radioactives dans la zone protégée.